# Żelazowszczyzna (sielsowiet Nowosiółki)
Żelazowszczyzna (biał. Жалязоўшчына; ros. Железовщина) – wieś na Białorusi, w obwodzie witebskim, w rejonie postawskim, w sielsowiecie Nowosiółki.

## Historia
W czasach zaborów wieś w granicach Imperium Rosyjskiego.
W dwudziestoleciu międzywojennym folwark a następnie majątek i kolonia leżały w Polsce, w województwie wileńskim, w powiecie duniłowickim (od 1926 postawskim), w gminie Mańkowicze (od 1927 gmina Hruzdowo).
Według Powszechnego Spisu Ludności z 1921 roku zamieszkiwało tu 47 osób, 17 było wyznania rzymskokatolickiego, 18 prawosławnego a 12 staroobrzędowego. Jednocześnie wszyscy mieszkańcy zadeklarowali polską przynależność narodową. Były tu 4 budynki mieszkalne. Wykaz miejscowości rozróżnia kolonię  i majątek. Kolonię w 1931 w 4 domach zamieszkiwało 31 osób, a majątek liczył 38 mieszkańców i 5 domów.
Miejscowość należała do parafii rzymskokatolickiej w Hruzdowie i prawosławnej w Mańkowiczach. Podlegała pod Sąd Grodzki w Postawach i Okręgowy w Wilnie; właściwy urząd pocztowy mieścił się w Hruzdowie.
W 1938 roku miejscowość należała do gromady Michnicze gminy Hruzdowo.
Po agresji ZSRR na Polskę w 1939 roku wieś znalazła się w granicach BSRR. W latach 1941–1944 była pod okupacją niemiecką. Następnie leżała w BSRR. Od 1991 roku w Republice Białorusi.